# Ghlin
Ghlin is een dorp in de Belgische provincie Henegouwen, en een deelgemeente van de Waalse stad Bergen. Ghlin was een zelfstandige gemeente tot aan de gemeentelijke herindeling van 1971.
De plaats is gelegen aan de rand van de Henegouwse Kempen.

## Bezienswaardigheden
- De Abdij van Onze-Lieve-Vrouw van Epinlieu lag in Ghlin. Hij werd in 1677 gesloopt.
- De Sint-Martinuskerk (Église Saint-Martin) is een neogotisch kerkgebouw van 1870-1878.
- De Onze-Lieve-Vrouw van le Moulineaukapel (Chapelle Notre-Dame du Moulineau) is een 16e-eeuwse gotische kapel gebouwd op de plaats waar in de 15e eeuw, nabij een watermolen, een kluizenarij bestond en waar wonderbaarlijke genezingen zouden hebben plaatsgevonden.
- De Protestantse kerk (Temple protestant) van 1933 is een eenvoudig bakstenen zaalkerkje onder zadeldak. De kerk heeft geen toren.
- In de buurt van Ghlin bevinden zich een aantal grote woningen van notabelen uit Bergen die als château worden benoemd.
- Het Parc du Joncquoy was het park dat bij een dergelijk kasteel behoorde. Het kasteel werd in 1992 gesloopt en het park van 4 ha werd een publiek park waarin ook een arboretum tot stand kwam.

## Natuur en landschap
Ghlin ligt aan het Kanaal Nimy-Blaton-Péronnes. In het noorden ligt het Bois de Ghlin, onderdeel van een groot boscomplex. De hoogte aan de kerk bedraagt 37 meter.

## Economie
In Ghlin bestond een steenkoolmijn die van 1875-1921 in bedrijf was. Deze kreeg vaak te maken met wateroverlast en was daardoor niet optimaal productief. Een andere activiteit was een glasfabriek die zowel vensterglas produceerde als ook flessenglas en kristalglas. De grondstoffen (zand en vloeimiddel) werden in de omgeving gewonnen. Deze Verrerie du Moulineau was in werking van 1750-1860.
In 1960 werd een nieuw en groot bedrijventerrein ontwikkeld, de Zone Industrielle Ghlin-Baudour. Dit is gelegen langs het Kanaal Nimy-Blaton-Péronnes. In het oosten ligt het Grand Large waar het kanaal in uitkomt.

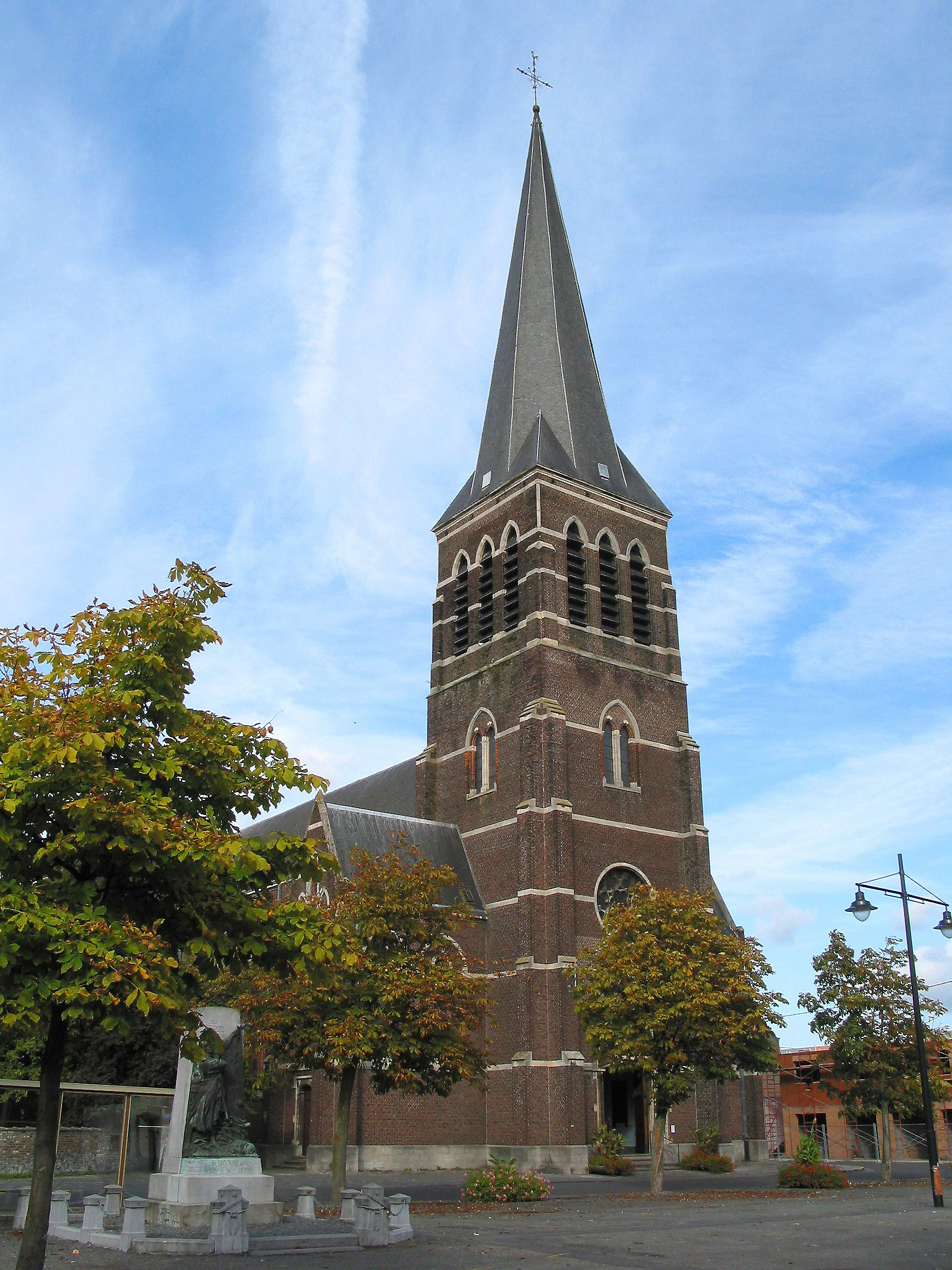
Sint-Martinuskerk.
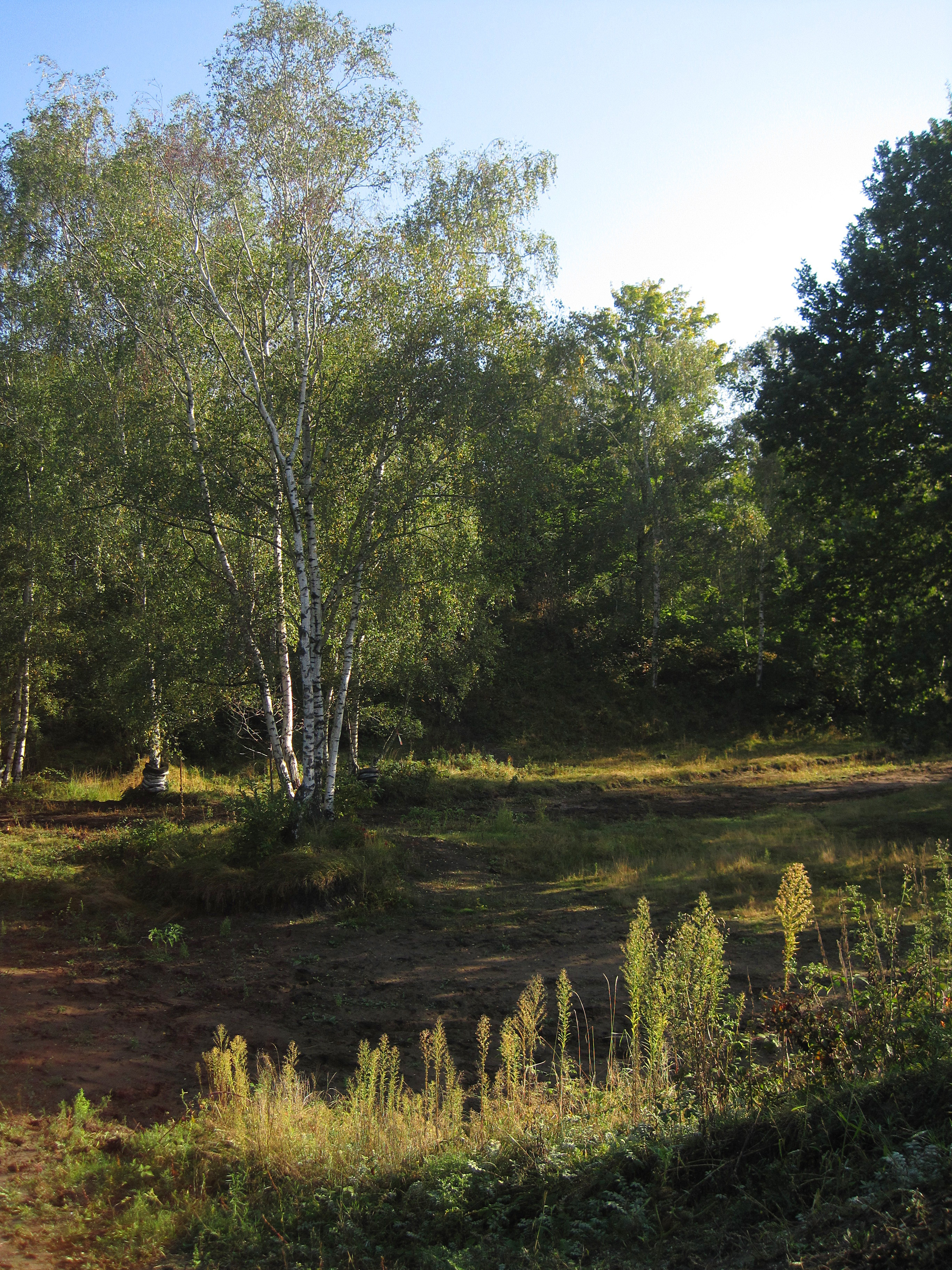
Het bos van Bois Brûlé.
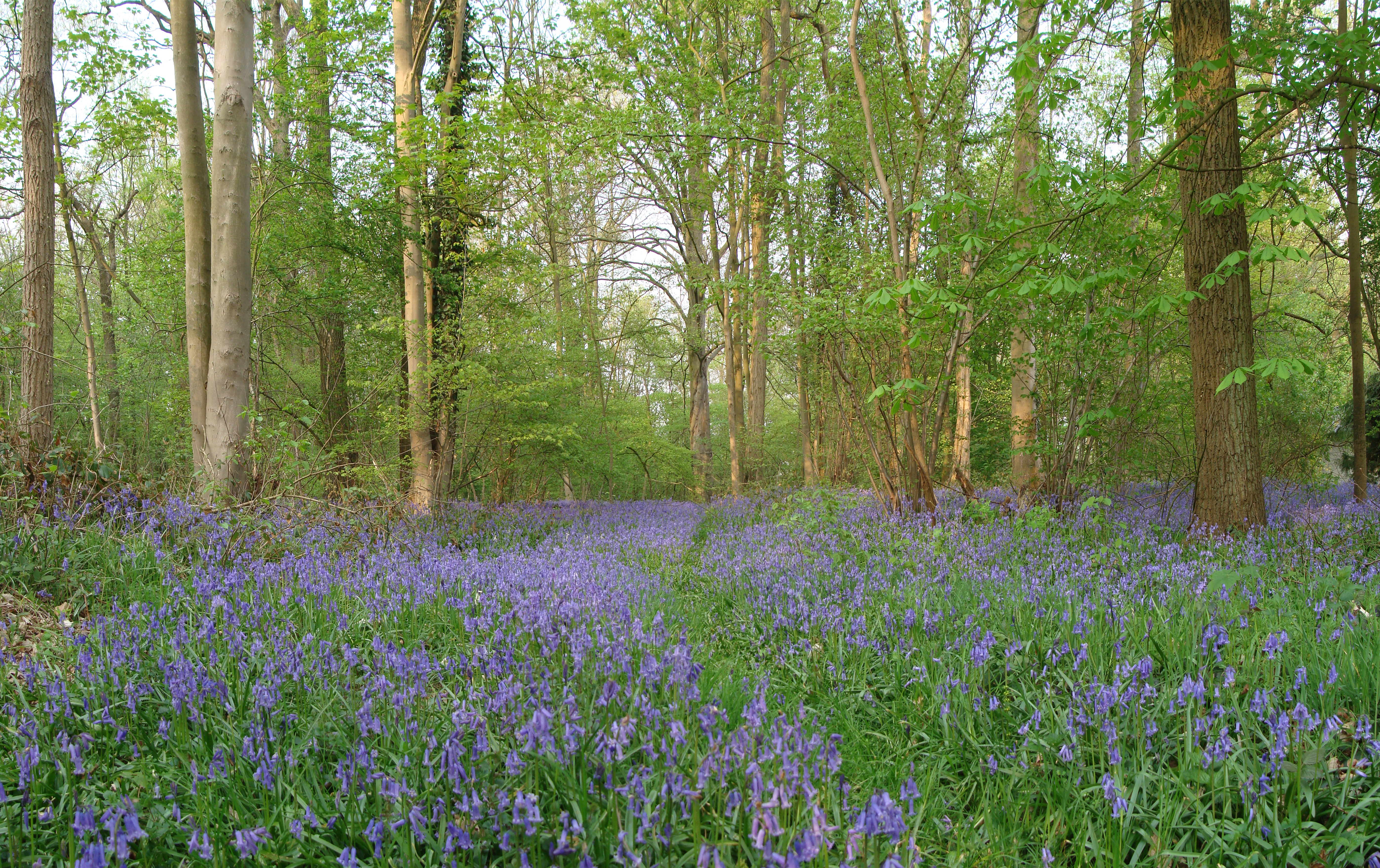
Hyacinten in het bos van Ghlin.

## Demografische ontwikkeling
- Bronnen:NIS, Opm:1831 tot en met 1970=volkstellingen

## Verkeer
De plaats heeft met station Ghlin een spoorwegstation aan spoorlijn 90 (Denderleeuw - Saint-Ghislain).

## Bekende personen
- Robert Garcet (1912-2001), steenhouwer, bouwer van de Toren van Eben-Ezer
- Charles Périn (1815-1905), econoom
- Charles Plisnier (1896-1952), schrijver
- René Pêtre (1911-1976), politicus
- Jean Torton (1942), stripauteur
- Aristote Nkaka (1996), voetballer

## Nabijgelegen kernen
Bergen, Jemappes, Nimy